# Сидар Рапидс
Сидар Рапидс (енгл. Cedar Rapids) град је у америчкој савезној држави Ајова. По попису становништва из 2020. у њему је живело 137.710 становника.

## Демографија
Према попису становништва из 2010. у граду је живело 126.326 становника, што је 5.568 (4,6%) становника више него 2000. године.
|                   | 2010.            | 2000.            |
| Укупно            | 126 326 (100,0%) | 120 758 (100,0%) |
| Белци             | 108 696 (86,04%) | 109 759 (90,89%) |
| Афроамериканци    | 7 046 (5,578%)   | 4 481 (3,711%)   |
| Хиспаноамериканци | 4 176 (3,306%)   | 2 065 (1,710%)   |
| Остали            | 3 612 (2,859%)   | 2 318 (1,920%)   |
| Азијати           | 2 796 (2,213%)   | 2 135 (1,768%)   |